# St-Théodore (Marseille)

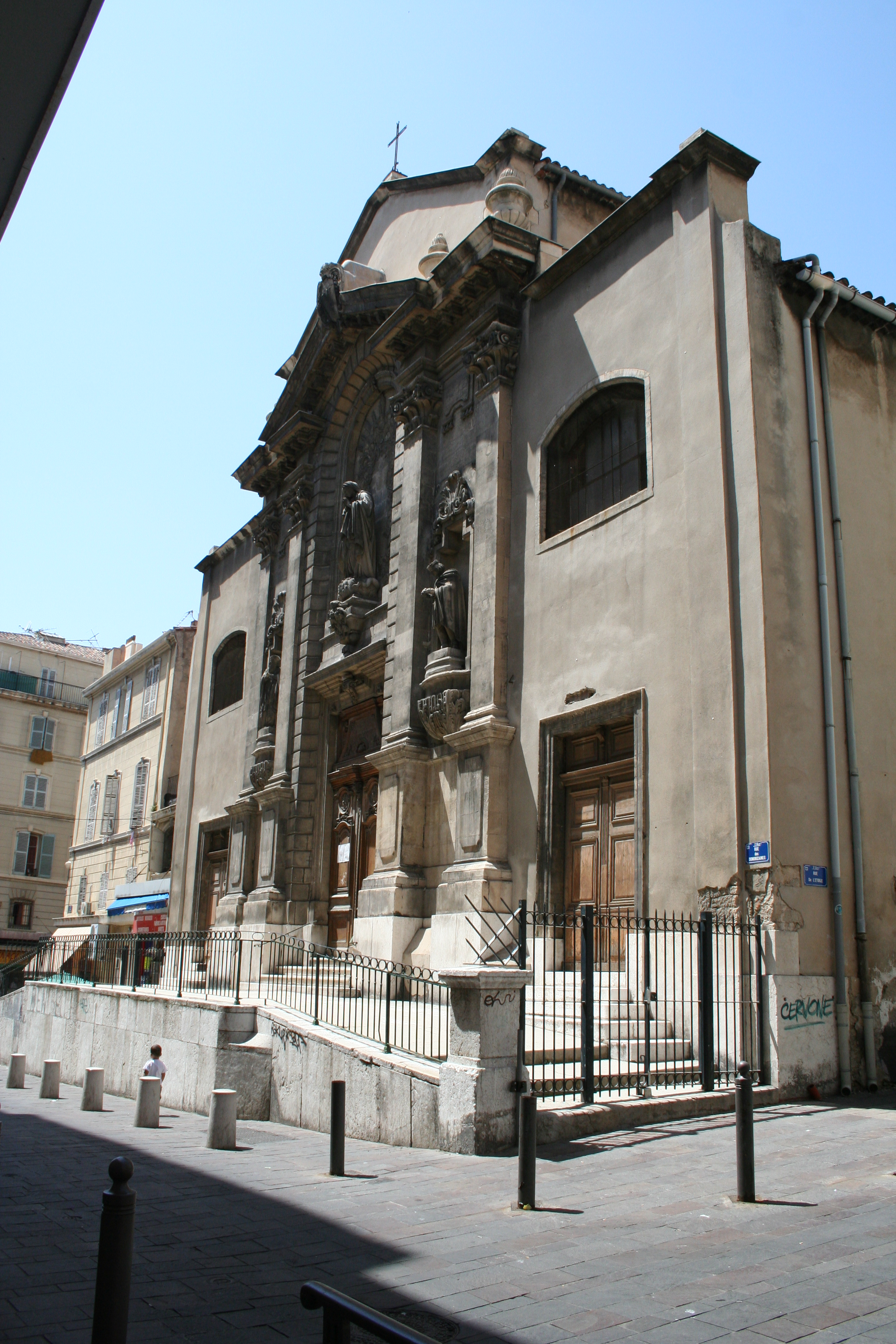
St-Théodore (Marseille)

Die Kirche Saint-Théodore ist eine römisch-katholische Kirche in der südfranzösischen Stadt Marseille. Das Gebäude steht seit 1991 als Monument historique unter Denkmalschutz.

## Lage und Patrozinium
Die Kirche befindet sich im 1. Arrondissement zwischen dem Bahnhof Marseille-Saint-Charles und dem Alten Hafen im Stadtviertel Belsunce. Die Fassade befindet sich in der Rue des Dominicaines Nr. 3. Die Kirche ist zu Ehren des heiligen Theodor geweiht. Ihr ursprüngliches Patrozinium lautete auf Ludwig den Heiligen und Antonius von Padua, seit 1802 auf den heiligen Theodor von Marseille, der von 582 bis 591 Bischof von Marseille war. Derzeit ist sie nur ausnahmsweise geöffnet. Es finden keine regelmäßigen Gottesdienste statt.

## Geschichte
Die von 1633 bis 1791 hier angesiedelten Franziskaner-Rekollekten bauten bis 1648 eine erste Kirche, die von 1717 bis 1732 durch einen barocken Neubau (mit Kuppel) ersetzt wurde. Im 19. Jahrhundert kam es zu Restaurierungen und Verschönerungen. Antoine Sublet (1821–1897) malte von 1860 bis 1863 das Gewölbe aus. 1857 schuf ein Mitglied der Bildhauerfamilie Bagnasco für die Fassade die Statuen von Theodor (links) und Ludwig (rechts).

## Ausstattung
Grundriss mit Legende

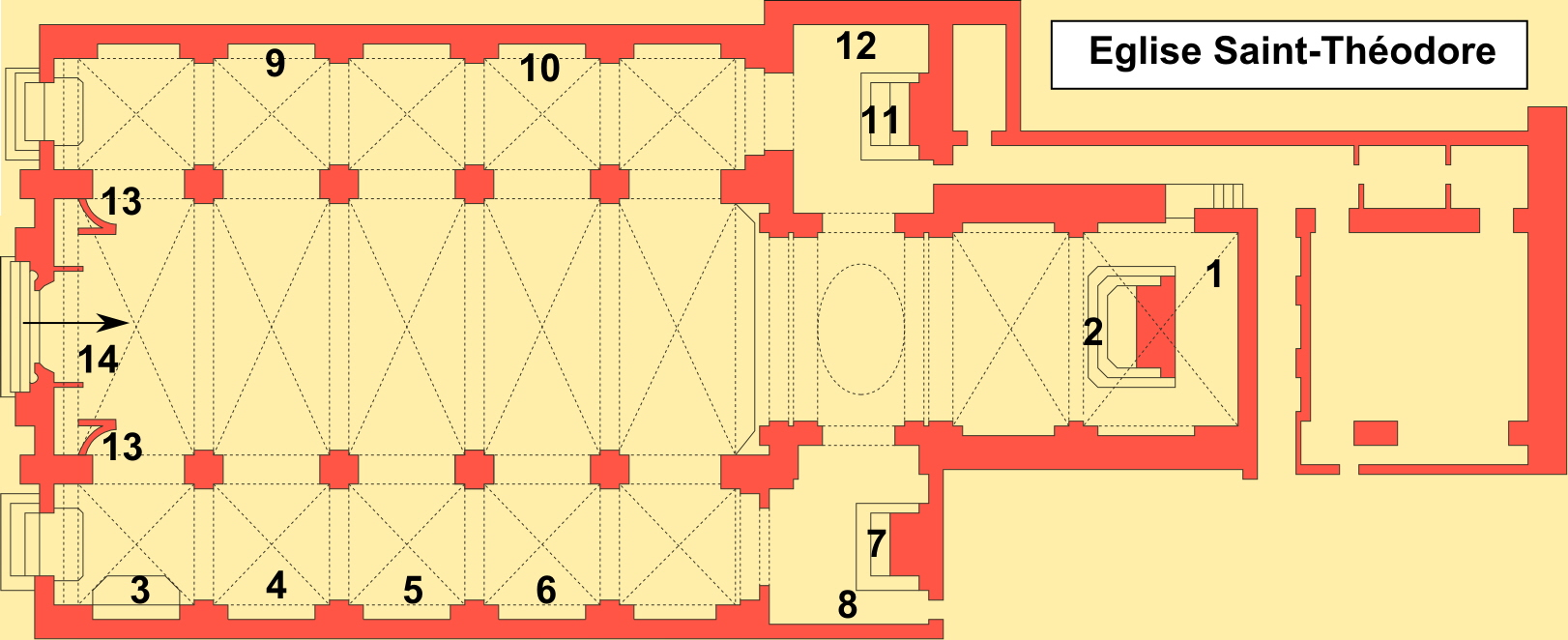
St-Théodore (Marseille)

- 1: Gemälde von Jacques-Antoine Beaufort (1721–1784) „Ludwig der Heilige besteigt das Kreuzzugsschiff“.
- 2: Hochaltar (19. Jahrhundert).
- 3: Taufbecken von Dominique Fossaty (1710–1792).
- 4: Altar des heiligen Antonius von Padua.
- 5: Gemälde aus der Schule von Francisco de Zurbarán „Hieronymus in der Wüste“.
- 6: Theodor-Altar.
- 7: Herz-Jesu-Altar.
- 8: Gemälde von François Puget (1651–1707) „Verurteilung der heiligen Barbara von Nikomedien“.
- 9: Franziskus-Altar.
- 10: Josefs-Altar.
- 11: Altar der Jungfrau Maria.
- 12: Gemälde von François Puget „Martyrium der heiligen Barbara“.
- 13: Weihwasserbecken von Dominique Fossaty (1750).
- 14: Orgel (1890) von François Mader (1827–1898), nicht mehr bespielbar.